# Wright King
Pour les articles homonymes, voir King.
Thomas Wright Thornburg King, dit Wright King, né le 11 janvier 1923 à Okmulgee (Oklahoma) et mort le 25 novembre 2018 à Canoga Park (Californie), est un acteur américain.

## Biographie
Entamant sa carrière au théâtre, Wright King joue entre autres à Broadway (New York), où il débute dans la pièce de Tennessee Williams Un tramway nommé Désir, mise en scène par Elia Kazan et représentée de décembre 1947 à décembre 1949, créée par Marlon Brando (Stanley Kowalski) et Jessica Tandy (Blanche DuBois) ; il y reprend en cours de production le rôle du jeune collectionneur — puis à nouveau en mai 1950, aux côtés d'Anthony Quinn (Stanley) et Uta Hagen (Blanche) —.
Cette même année 1950, il participe à deux autres pièces à Broadway, dont The Bird Cage d'Arthur Laurents (avec Melvyn Douglas et Maureen Stapleton).
Au cinéma, son premier film est Un tramway nommé Désir d'Elia Kazan (1951), adaptation de la pièce éponyme précitée, où Marlon Brando et lui reprennent leurs rôles respectifs, Vivien Leigh personnifiant Blanche DuBois. Suivent quatorze autres films américains, le dernier sorti en 1987 (année où il se retire définitivement).
Mentionnons encore le western Le Shérif aux mains rouges de Joseph M. Newman (1959, avec Joel McCrea et Julie Adams) et le classique de science-fiction La Planète des singes de Franklin J. Schaffner (1968, avec Charlton Heston et Roddy McDowall). S'ajoute le film britannique Un caïd de Bryan Forbes (1965, avec George Segal et Tom Courtenay).
À la télévision américaine, Wright King apparaît notamment dans plusieurs séries-westerns, dont Gunsmoke (huit épisodes, 1955-1965) et Au nom de la loi (onze épisodes, 1959-1960). Parmi ses autres séries (quatre-vingt-cinq au total de 1949 à 1978), citons également La Quatrième Dimension (deux épisodes, 1961-1963) et LÂge de cristal (sa dernière série, trois épisodes, 1977-1978).
Il contribue aussi à dix téléfilms diffusés entre 1952 et 1978, dont Ombre sur Elveron de James Goldstone (1968, avec James Franciscus et Shirley Knight) et Helter Skelter de Tom Gries (1976, avec George DiCenzo et Steve Railsback).

## Théâtre à Broadway (intégrale)
- 1947-1949 : Un tramway nommé Désir (A Streetcar Named Desire) de Tennessee Williams, mise en scène d'Elia Kazan, décors et lumières de Jo Mielziner, costumes de Lucinda Ballard : le jeune collectionneur (remplacement en cours de production, dates non spécifiées) (+ reprise de ce rôle en 1950)
- 1950 : The Bird Cage d'Arthur Laurents : Joe Williams
- 1950 : Borned in Texas de Lynn Riggs (en), mise en scène de Sam Wanamaker : Black Ike

## Filmographie partielle

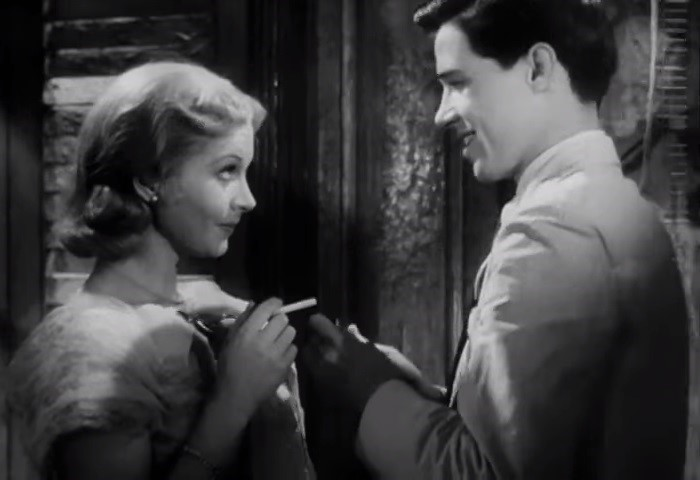
Wright King et Vivien Leigh dans Un tramway nommé Désir (1951).

### Cinéma
(films américains, sauf mention contraire)
- 1951 : Un tramway nommé Désir (A Streetcar Named Desire) d'Elia Kazan : le jeune collectionneur
- 1956 : Le Brave et le Téméraire (The Bold and the Brave) de Lewis R. Foster : un caporal
- 1956 : La Loi du Seigneur (Friendly Persuasion) de William Wyler : membre d'un raid
- 1959 : Le Shérif aux mains rouges (The Gunfight at Dodge City) de Joseph M. Newman : Billy Townsend
- 1959 : Le Révolté (Cast a Long Shadow) de Thomas Carr : Noah Pringle
- 1965 : Un caïd (King Rat) de Bryan Forbes : Brough
- 1968 : La Planète des singes (Planet of the Apes) de Franklin J. Schaffner : Dr Galen
- 1968 : La Vallée du bonheur (Finian's Rainbow) de Francis Ford Coppola : le procureur de district
- 1973 : L'Invasion des femmes abeilles (The Invasion of the Bee Girls) de Denis Sanders : Dr Murger

### Télévision

#### Séries
- 1952 : Suspense

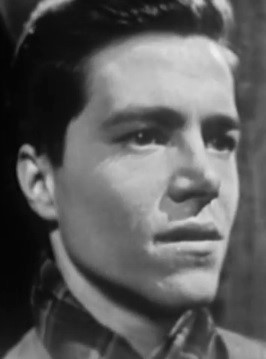
Wright King dans la série Suspense, épisode Death Drum (1952).

  - Saison 4, épisode 20 Death Drum de Robert Stevens : Harvey Johnson
- 1955 : Le Choix de... (Screen Directors Playhouse)
  - Saison unique, épisode 2 Day Is Done de Frank Borzage : le deuxième soldat
- 1955-1965 : Gunsmoke ou Police des plaines (Gunsmoke ou Marshal Dillon)
  - Saison 1, épisode 4 Home Surgery (1955) de Charles Marquis Warren : Ben Walling
  - Saison 3, épisode 8 Born to Hang (1957) de Buzz Kulik : Joe Digger
  - Saison 5, épisode 14 False Witness (1959) de Ted Post : Crep
  - Saison 6, épisode 28 Little Girl (1961 - Hi Stevens) de Dennis Weaver et épisode 38 Colorado Sheriff (1961 - Rod Ellison) de Jesse Hibbs
  - Saison 8, épisode 11 Abe Blocker (1962) d'Andrew V. McLaglen : Bud
  - Saison 9, épisode 19 No Hands (1964) d'Andrew V. McLaglen : Lon
  - Saison 11, épisode 7 The Bounty Hunter (1965) : Lon Jensen
- 1956-1958 : Cheyenne
  - Saison 1, épisode 11 Quicksand (1956) de Leslie H. Martinson : Frank Endicott
  - Saison 2, épisode 15 Born Bad (1957) de Richard L. Bare : Blaney Wilcox / Pocatello Kid
  - Saison 3, épisode 14 Ghost of the Cimarron (1958) de Lee Sholem : The Kiowa Kid / Nevada Jones
- 1957 : Maverick
  - Saison 1, épisode 8 Hostage de Richard L. Bare : Rick
- 1959 : Sugarfoot
  - Saison 2, épisode 20 Wolf de Józef Lejtes : Wolf Wilkes
- 1959-1960 : Au nom de la loi (Wanted: Dead or Alive)
  - Saison 1, épisode 36 Une vieille querelle (Amos Carter, 1959) de Thomas Carr : Seth Blake
  - Saison 2, épisode 13 Piste sans retour (No Trail Back, 1959) de Don McDougall : Joe Hooker
  - Saison 2, épisode 21 Jason (1960) de George Blair, épisode 22 L'Apprenti (The Partners, 1960) de George Blair, épisode 23 Le Gang Bender (Tolliver Bender, 1960) de George Blair, épisode 24 Affaire de famille (A House Divided, 1960) de George Blair, épisode 25 Le Joueur (Triple Vise, 1960) de George Blair, épisode 26 Le Chinois (Black Belt, 1960) de George Blair, épisode 28 Vengeance (Vendetta, 1960) de George Blair, épisode 29 Une femme dangereuse (Death Divided by Three, 1960) de George Blair, et épisode 31 La Route de la prison (Prison Trail, 1960) de Thomas Carr : Jason Nichols
- 1961 : Échec et mat (Checkmate)
  - Saison 2, épisode 1 Portrait of a Man Running d'Elliot Silverstein : Jim Barker
- 1961 : Adèle (Hazel)
  - Saison 1, épisode 2 Hazel Makes a Will de William D. Russell : Leroy
- 1961-1963 : La Quatrième Dimension (The Twilight Zone)
  - Saison 2, épisode 26 Peine capitale (Shadow Play, 1961) de John Brahm : Paul Carson
  - Saison 4, épisode 14 Je me souviens de Cliffordville (Of Late I Think of Cliffordville, 1963) de David Lowell Rich : M. Hecate
- 1962-1963 : Perry Mason
  - Saison 5, épisode 20 The Case of the Poison Pen-Pal (1962) d'Arthur Marks : Lee Gregson
  - Saison 7, épisode 11 The Case of the Bouncing Boomerang (1963) de Jesse Hibbs : Sidney Weplo
- 1963 : Rawhide
  - Saison 6, épisode 8 Les Écorcheurs (Incident of the Rawhiders) de Ted Post : Collie Quade
- 1964 : Voyage au fond des mers (Voyage to the Bottom of the Sea)
  - Saison 1, épisode 10 Submarine Sunk Here : Dr Baines
- 1964-1966 : Le Fugitif (The Fugitive)
  - Saison 1, épisode 27 Never Stop Running (1964) de William A. Graham : Dave Simmons
  - Saison 3, épisode 22 Running Scared (1966) : Joe Penny
- 1965 : Sur la piste du crime (The F.B.I.)
  - Saison 1, épisode 12 An Elephant Is Like a Rope (1965) de Don Medford : Scott Boles
  - Saison 2, épisode 12 The Camel's Noise (1966) de Joseph Sargent : Parker
- 1967 : Les Envahisseurs (The Invaders)
  - Saison 1, épisode 17 Le Condamné (The Condemned) de Richard Benedict : Ed Tonkin
- 1968 : Mannix
  - Saison 1, épisode 16 Le Droit de tuer (License to Kill – Limit Three People) : Robert Hartigan
  - Saison 2, épisode 10 La Nuit hors du temps (Night Out of Time) de John Llewellyn Moxey : Jonathan Webber
- 1969 : Les Bannis (The Outcasts)
  - Saison unique, épisode 16 Act of Faith de Marc Daniels : Fred Willard
- 1970 : Dan August
  - Saison unique, épisode 12 Quadrangle for Death : Gordon Elliott
- 1973 : Les Rues de San Francisco (The Streets of San Francisco)
  - Saison 2, épisode 9 L'Or mortel (The Twenty-Four Karat Plague) de Don Medford : Les Slauson
- 1975 : Un shérif à New York (McCloud)
  - Saison 6, épisode 4 Three Guns for New York de Bruce Kessler : l'agent Arthur Carter
- 1976 : La Conquête de l'Ouest (How the West Was Won), feuilleton, épisode pilote The Machahans de Bernard McEveety : un capitaine d'Infanterie de l'Union
- 1977-1978 : L'Âge de cristal (Logan's Run)
  - Saison unique, épisode 1 L'Âge de cristal (Logan's Run, 1977) de Robert Day, épisode 9 Opération Judas (The Judas Goat, 1977) de Paul Krasny et épisode 11 Le Carrousel (Carousel, 1978) d'Irving J. Moore : Jonathon

#### Téléfilms
- 1956 : Alarm de William F. Claxton : le sergent Bill Martin
- 1968 : Ombre sur Elveron (Shadow Over Elveron) de James Goldstone : Dr Parker
- 1970 : Along Came a Spider de Lee H. Katzin : Frank Dietzler
- 1970 : The Andersonville Trial de George C. Scott : le major Hosmer
- 1974 : Nightmare de William Hale : le directeur
- 1974 : The Missiles of October d'Anthony Page : le sénateur Richard Russell
- 1976 : Helter Skelter de Tom Gries : un ami
- 1977 : The Spell de Lee Philips : Rian
- 1978 : The Critical List de Lou Antonio : Dr Kenderly